# 韩国—加拿大关系
韩加关系指韩国与加拿大的双边关系。韩加两国皆为二十国集团、经合组织、亚太经合组织成员国。双方于1963年1月14日正式建立全面外交关系。目前两国是“战略伙伴关系”。韩国在加拿大首都渥太华设有驻加大使馆，在蒙特利尔、多伦多、温哥华设有驻加总领馆。加拿大在韩国首都首尔设有驻韩大使馆，在釜山设有名誉领事馆。

## 历史
韩加两国间的接触开始于19世纪。加拿大基督教牧师是早先来朝鲜半岛传教的西方传教士之一。加拿大传教士詹姆斯·盖尔（1863－1937年）是最早将英文出版物（《天路历程》）翻译成韩文和将韩文出版物（《九云梦》）翻译成英文的翻译家，并于1897年出版了韩英字典。另有早期来韩加拿大人奥利弗·艾维森是朝鲜高宗的太医，也是韩国现代医学的奠基者 。
1947年，加拿大作为联合国委员会成员参与了对韩国选举的监督，并于1949年承认了大韩民国。1950年，朝鲜战争爆发后，加拿大派出了26,971人规模的军队参加联合国军，是续美国、英国之后派兵规模第三大的西方国家。有516名加拿大士兵在朝鲜战争中阵亡，其中378人葬于釜山联合国纪念墓园。
1963年1月14日，韩加两国正式建立全面的外交关系。1993年，两国建立“特殊伙伴关系”，2014年建立“战略伙伴关系”。

## 经贸
2012年，韩加两国双边贸易额达100亿余加元，其中加拿大出口韩国37亿加元，韩国出口加拿大63亿加元。加拿大出口韩国的主要商品有煤炭、天然气、原油、谷物、木浆、矿石和肉类等；韩国出口加拿大的主要商品有汽车、电子设备、机器、成品油、钢铁等。
2014年，韩加两国签署《韩加自由贸易协定》。韩国是首个与加拿大签署自贸协定的亚洲国家。

## 文化
韩国在加拿大多伦多设有加拿大韩国教育院（캐나다한국교육원）。

## 旅行
持韩国护照的韩国公民可以免签证入境加拿大，每一年內最多可停留六个月。
持有加拿大護照的加拿大公民也可以免簽證的方式入境韓国，停留最多180天。